# 石垣仁
石垣 仁（いしがき ひとし、1953年9月25日 - ）は、日本の元アマチュアボクシング選手、元プロボクサー。1976年モントリオールオリンピックバンタム級日本代表。第35代日本同級王者。プロ現役時代はヨネクラボクシングジム所属。
山形県飽海郡出身。酒田南高等学校、専修大学卒業。

## 来歴
1974年、テヘランで開催されたアジア大会にバンタム級で優勝。1974年から3年連続で全日本選手権同級に優勝を収めた。村田英次郎とは、アマチュア時代に3戦し、1976年モントリオールオリンピック出場権をかけた試合も含め、いずれも判定勝ちしている。
1976年、モントリオールオリンピックにバンタム級の日本代表として出場し、7月20日に行われた1回戦では2R0分36秒DQ（disqualify; 反則などによる失格）勝利を収めたが、7月24日の2回戦でモントリオール・モスクワ2大会連続銅メダリストとなるヴィクトール・リバコフ（ソ連）と対戦し、0-5のポイント負けを喫した。この後、プロへ転向した。
1978年3月7日、プロデビュー6回戦は判定勝利となり、その後、5試合連続KO勝利を収めた。1978年度プロ・アマチュア年間表彰選手選考会で新鋭賞に選出された。
1979年6月26日、日本バンタム級1位として同級の世界ランカー磯上修一（辰東）と対戦し、中盤までは打撃戦をリードしたが、7R、8Rとダウンを奪われ、9RにTKO負けを喫した。この試合は1979年度プロ・アマチュア年間表彰選手選考会で年間好試合賞に選出された。
1980年1月28日、ハリケーン・テル（石川）の持つ日本バンタム級王座に挑戦し、判定勝利により同王座を獲得した。同年5月3日、山形県体育館で、ハリケーン照とリングネームを改めた前王者を迎えての初防衛戦に9RKO負けを喫し、王座を失った。この後3勝 (2KO) を収め、1981年4月19日の勝利試合を最後に現役を引退した。

## 戦績
- アマチュアボクシング：139戦121勝18敗[2]
- プロボクシング：12戦10勝 (7KO) 2敗

## 獲得タイトル
- 第7回アジア大会バンタム級優勝
- 第44回全日本選手権バンタム級優勝
- 第45回全日本選手権バンタム級優勝
- 第46回全日本選手権バンタム級優勝
- 第35代日本バンタム級王座（防衛0）